# Toninho Wandscheer
Antonio Wandscheer, também chamado Toninho Wandscheer, (Foz do Iguaçu, 31 de agosto de 1950) é um engenheiro e político brasileiro filiado ao Progressistas (PP). Atualmente é deputado federal pelo Paraná.

## Carreira Política
Na década de 1990, ingressou na vida política, participando ativamente da criação do município de Fazenda Rio Grande. Em 1999, Toninho entrou na luta pela duplicação da rodovia BR-116, no trecho que liga Curitiba até Fazenda Rio Grande.
Foi prefeito de Fazenda Rio Grande por dois mandatos consecutivos, 2000 e 2004, pelo Partido Popular Socialista (PPS). 
Foi eleito deputado estadual pelo Partido dos Trabalhadores (PT) em 2010, com 53.457 votos. Fez parte da Bancada de Oposição ao Governo do Estado.
Na Assembleia Legislativa foi membro da Bancada Evangélica do PT, também compôs a Comissão Parlamentar da Saúde (2011-2012). Participou da CPI da Copa do Mundo FIFA em 2013. Foi membro da Comissão de Ética (2011-2012).
De 2010 a 2014 presidiu a Comissão Parlamentar de Assuntos Metropolitanos na Assembleia Legislativa do Paraná. Atuou na revisão dos conceitos de Unidades Metropolitanas, incluindo a possibilidade do Planejamento do desenvolvimento regional compor a identificação das Regiões Metropolitanas. Propôs Leis que estabeleciam Políticas Públicas de Integração do Transporte Coletivo (PL 179/14)
Em 2015, toma posse como deputado federal pelo Partido dos Trabalhadores (PT), com uma votação de aproximadamente 72 mil votos. É o primeiro fazendense eleito para a Câmara dos Deputados. Em novembro de 2015, anuncia seu desligamento do PT e seu ingresso no Partido da Mulher Brasileira (PMB). Em março de 2016, filia-se ao Partido Republicano da Ordem Social (PROS).
Em 17 de abril de 2016, votou pela abertura da admissibilidade do processo de impeachment de Dilma Rousseff.
Em agosto de 2017 votou pelo arquivamento da denúncia de corrupção passiva do presidente Michel Temer.
Assumiu a liderança da Bancada Paranaense em 2016, e coordena os trabalhos até hoje, priorizando a liberação de recursos através de emendas coletivas para o Estado.
Em 2018, foi reeleito deputado federal pelo PROS, obtendo 72.475 votos.

## Vida pessoal
É casado há mais de 40 anos com Angela Wandscheer, com quem tem três filhos (Alisson, Marcos e Tiago Wandscheer) e sete netos.